# 下奈迈绍帕蒂
下奈迈绍帕蒂，是匈牙利佐洛州所辖的一个村，总面积14.51平方公里，总人口730，人口密度50.3人/平方公里（2010年1月1日）。